# Митченко, Эдуард Павлович
Эдуард Павлович Митченко (род. 29 апреля 1937, Брянск) — советский и российский баянист.
Окончил Орловское музыкальное училище (1956) и Музыкально-педагогический институт имени Гнесиных (1961), а затем аспирантуру при нём (1964), ученик Николая Чайкина. Лауреат конкурсов исполнителей на народных инструментах на Всесоюзном фестивале советской молодёжи (Москва, 1957, бронзовая медаль) и VII Всемирном фестивале молодёжи и студентов (Вена, 1959, золотая медаль). В 1962 году занял третье место на Кубке мира среди аккордеонистов в Праге.
Концертировал с 1964 года, в разные годы гастролировал в Англии, Франции, Польше, Чехословакии, Лаосе и других странах. Был первым исполнителем многих произведений своего учителя Николая Чайкина, в том числе Концерта № 2 для баяна с оркестром, «Сибирских мотивов», Концертной сюиты (1963) и Второй сонаты (1964), а также концерта для баяна с оркестром, Детской сюиты № 1 и Пяти лирических пьес Владислава Золотарёва, Интродукции и фуги для баяна Карена Хачатуряна (1970), а также ряда других сочинений советских композиторов. Автор обработок и переложений для баяна.